# Apterisca nigrita
Apterisca nigrita är en kackerlacksart som beskrevs av Karlis Princis 1963. Apterisca nigrita ingår i släktet Apterisca och familjen storkackerlackor. Inga underarter finns listade i Catalogue of Life.